# Spinello Aretino
Pour les articles homonymes, voir Aretino.
Spinello Aretino, né Spinello di Luca Spinelli (Arezzo ~1350-1410) est un peintre italien gibelin dont la famille florentine s'était réfugiée à Arezzo. Il est l'un des peintres les plus actifs de Toscane dans la seconde moitié du XIVe siècle.
Il est le grand-oncle de Niccolò di Forzore Spinelli.

## Biographie
Spinello est né à Arezzo, en Toscane, au quatorzième siècle. Sa famille est originaire de Capolona. Luca, son père, orfèvre raffiné, s'installe à Arezzo où Spinello grandit « ... si enclin par nature à être peintre, que presque sans professeur, étant encore un enfant, il savait ce que beaucoup pratiquaient, maîtres, ils ne savent pas » (Giorgio Vasari). Sa formation a eu lieu à Arezzo, avec le peintre plus âgé Andrea di Nerio avec qui il collabore dans sa jeunesse et dont il devient indépendant au plus tard dans les années 1370. 
C'est sans aucun doute un sentiment d'amour pour son pays, un désir paroissial d'exalter sa ville natale, qui a incité Vasari à dédier une longue biographie à Spinello d'Arezzo, qui, selon lui, « ... est comparable à Giotto en dessin et très avancé en couleur ». Étrange que justement avec cette prémisse, une fois confronté à la plus importante réalisation de son peintre préféré, les fresques de l'église Santa Maria del Carmine, Vasari les attribue à Giotto lui-même. 

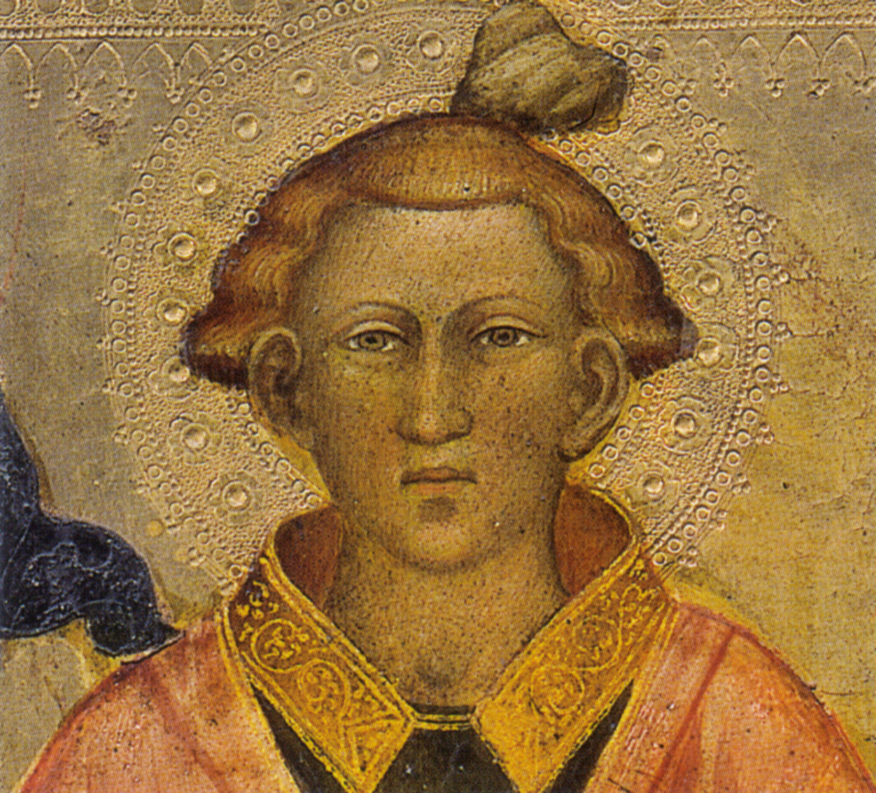
Spinello aretino, Santo Stefano.

Spinello Aretino est l'élève de Jacopo del Casentino. Il sera influencé par Andrea Orcagna, disciple de Giotto di Bondone et par l'école siennoise.
À Florence, il travaille aux côtés de son maître dans l'église santa Maria del Carmine et dans celle de Santa Maria Novella. Entre 1360 et 1384, il est surtout actif à Arezzo, où il réalise de nombreux cycles de fresques, aujourd'hui presque tous perdus.
En 1384, après le sac d'Arezzo, il retourne à Florence, où il reçoit la commande importante des histoires de Saint Benoît dans la sacristie de San Miniato al Monte (peintes autour de 1387-1388), où la composition est Giottesque alors que le l'éclat des couleurs reflète davantage l'art contemporain siennois. Les Noces mystiques, fragment  de Sainte Catherine d'Alexandrie avec des Saints dans la basilique Santa Trinita à Florence remonte aux environs de 1390. En 1391-1392, il peint six fresques, encore existantes, sur le mur sud du Camposanto monumentale de Pise avec les Miracles des Saints Potito et Efisio, pour lesquelles il reçoit une rétribution de 270 pièces d'or. Le triptyque de la Vierge à l'enfant en majesté entourée de Saints, visible à la galerie de l'Académie, date des mêmes années, tandis que le Santo Stefano dans le même musée est peint la décennie suivante.

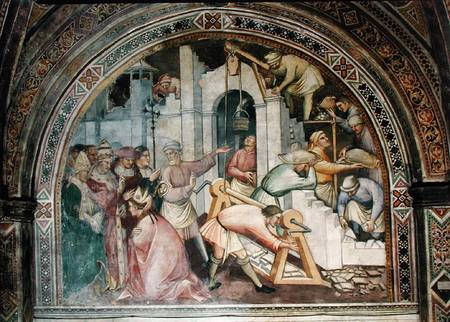
Alexandre III, Palazzo Pubblico de Sienne.

« Au cours de ses dernières années, Spinello a quelque peu adouci sa couleur et son relief, ressentant les effets d'autres tendances qui se pressaient autour de lui ».  Dans L'Histoire du pape Alexandre III, dans le Palazzo Pubblico de Sienne (1407-1408), il fait preuve de vivacité dans la qualité du récit des parties qui lui sont attribuées, témoignant d'une maturité artistique remarquable dans la dernière période de sa carrière, peut-être aussi grâce à la contribution de son fils Parri Spinelli, caractérisée par un gothicisme, rare en Toscane, due aussi à la présence d'artistes français, siennois et florentins qui y ont collaboré. Les histoires représentent la contribution du pontife dans la guerre conduite par Frédéric Barberousse contre les municipalités italiennes.
Selon une rumeur rapportée par Vasari, il décide, alors qu'il est âgé au moins de soixante-dix-sept ans, de peindre l'histoire de saint Michel dans l'église Sant'Agnolo d'Arrezzo, représentant en particulier l'Ange déchu sur la façade du maître-autel. Spinello aurait donné à Lucifer des formes si horribles que le démon serait venu le voir pendant son sommeil pour le lui reprocher. Pris de panique, il se serait réveillé sans pouvoir crier et son esprit comme sa santé en auraient été altérés.
« Il a été enterré à Santo Agostino d'Arezzo, où encore aujourd'hui on peut voir une plaque figurant une arme fabriquée à sa demande, à l'intérieur d'une épineuse »(Vasari). Son épitaphe est : « SPINELLO ARRETINO PATRI OPT <IMO> PICTORIQVE SVAE AETATIS NOBILISS <IMO> CVIVS OPERA ET IPSI ET PATRIAE MAXIMO ORNAMENT FVERVNT PII FILII NON SINE LACRIMIS POSS <VERVNT>. »

## Analyse
La biographie de Spinelli, malgré les nombreuses œuvres datées, reste parfois incertaine. Tout au long de sa carrière, il est toujours resté fidèle au même idéal de retenue aristocratique, à un monde qui est déjà un prélude à celui glacial et abstrait de Lorenzo Monaco, dans lequel se déplacent des pages à l'élégance composée, des demoiselles d'honneur douces et même les chevaliers, dans la mêlée, manient doucement leurs larges épées, tandis que ceux qui assistent aux miracles s'émerveillent avec modération et gestes faux. Cependant, sa forte conception de l'espace, au sein de laquelle s'articulent des figures à la solidité sculpturale, et la tradition qui s'éloigne de la biographie de Vasari, ont longtemps déterminé la surestimation de sa relation rétrospective avec Giotto. 

## Œuvres

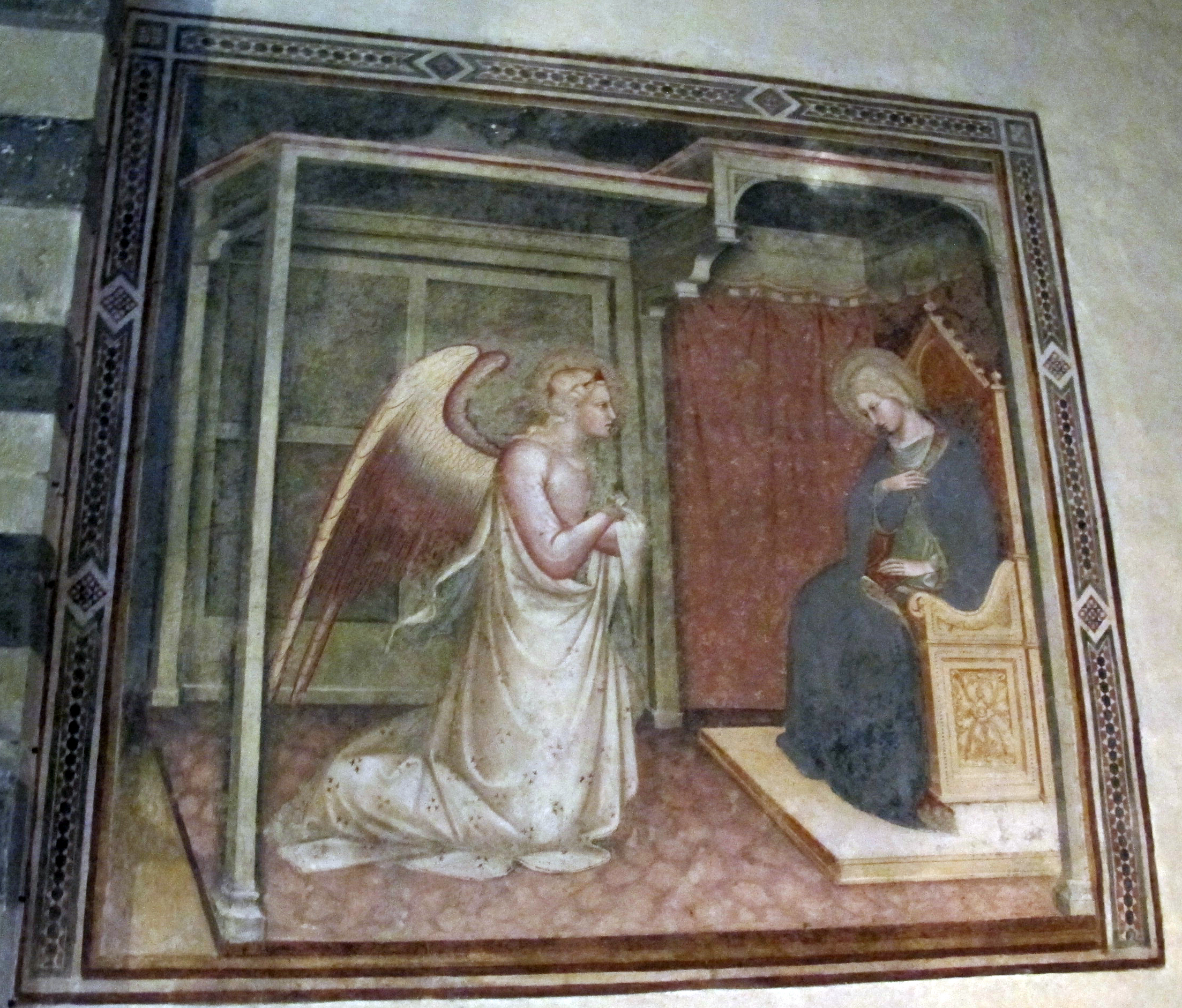
Annonciation (ca. 1380), église San Domenico d'Arezzo.

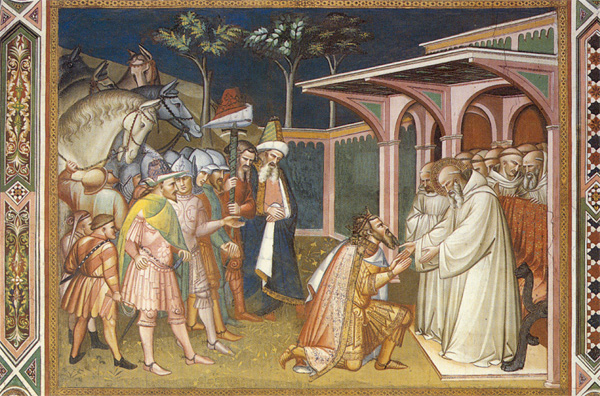
Totila et saint Benoît.

- Annonciation, à l'extérieur de l'église Santissima Annunziata, Arezzo
- Annonciation, chapelle droite de l'église San Domenico à Arezzo
- Bénédiction du Christ, Tempera sur bois, diamètre 25,1 cm, c. 1384-1385, Galerie des Offices, Florence
- Saints Philippe et Jacques le mineur et récits de leur vie et de Sainte Catherine, fresque sur le mur intérieur de la façade de l'église San Domenico à Arezzo.
- Polyptyque avec la Vierge à l'Enfant avec les saints, Musée diocésain d'Arezzo
- Cycle de la vie de saint Benoît (1387), sacristie de San Miniato al Monte, Florence
  - Les adieux de Benoît à ses parents
  - Réparation miraculeuse d'un boisseau cassé par l'infirmière
  - Benoît reçoit l'habit monastique à Subiaco et un démon brise la cloche avec laquelle Benoît a demandé de la nourriture à son ermitage
  - Dîner de Pâques avec un moine envoyé par Dieu pour nourrir Benoît à l'ermitage
  - Saint Benoît surmonte la tentation charnelle en se jetant parmi les ronces
  - Élection de saint Benoît comme abbé à Vicovaro et destruction du verre avec lequel les frères ont tenté de l'empoisonner
  - Départ de Vicovaro
  - Rencontre avec Mauro et Placido
  - Fondation de Montecassino et miracle du moine ressuscité
  - Libération d'un novice du diable
  - Saint Benoît fait jaillir l'eau et un fer à repasser perdu remonte à la surface
  - Mauro, envoyé par Benedetto, sauve Palcido de la noyade
  - Exorcisme d'une pierre de construction rendue insoluble par le diable
  - Saint Benoît reconnaît un écuyer qui, envoyé par Totila, se fait passer pour le roi
  - Saint Benoît fait des reproches à Totila
  - Mort du saint
- Mariage mystique de Sainte Catherine d'Alexandrie parmi les saints, 1390, fresque individuelle, basilique Santa Trinita, Florence

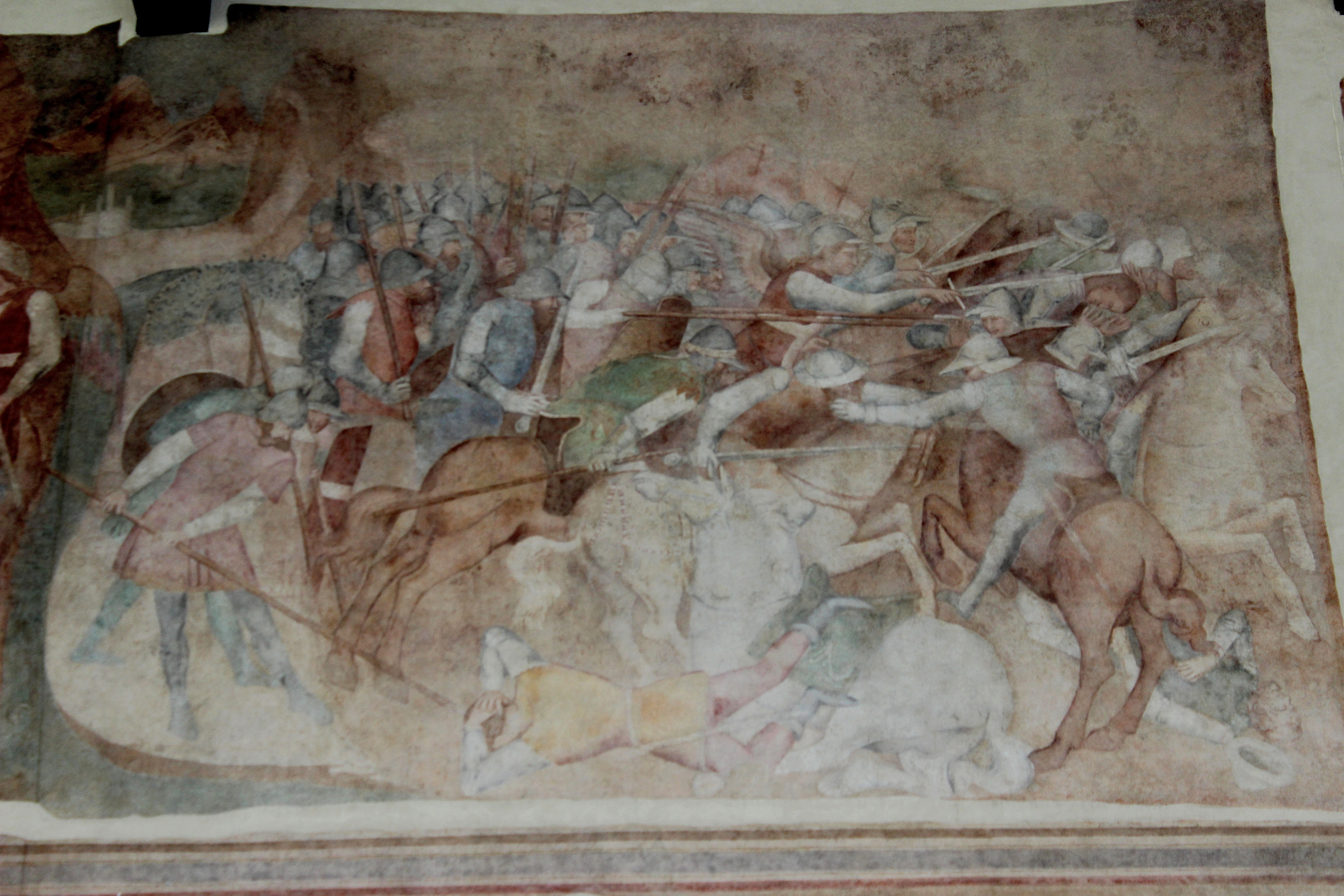
Aretino, Bataille de Sant'Elfisio contre les infidèles, Pise.

- Bataille de Sant'Elfisio contre les infidèles, 1390-1392, Camposanto, Pise. Spinello Aretino réduit le groupe des « soldats avec lances » dans la partie gauche, outil plastique du Trecento, au rôle d'élément secondaire dans une composition complexe : il constitue le point de départ du mouvement qui balaie le reste de l'image de gauche à droite, enrichissant le vocabulaire plastique des scènes militaires. La bataille est conçue comme un peloton compact, dans lequel les recherches postérieures introduiront une structure plus clairement différenciée. Un ange ailé combat à côté du saint et leurs épées sont parallèles ; cette intimité du combattant et du divin disparaitra par la suite. Spinello peint ici une bataille concrète, mais où les hommes n'ont pas encore défini leur « nationalité » propre, ce qui sera fait au siècle suivant[3].
- La Vierge et l'enfant en majesté, avec saint Paul, saint Jean-Baptiste, saint André, saint Matthieu et les Prophètes Jérémie et Moïse (en médaillon), 1391, tempera et or sur bois, Galerie de l'Académie, Florence[4].
- Santo Stefano, vers 1400-1405, tempera et or sur bois, Galerie de l'Académie, Florence
- Saint Jean Baptiste en prière, Musées Civiques de Pavie, Pavie, fresque détachée de l'église Santa Maria del Carmine
- Histoires du pape Alexandre III (avec son fils), 1407-1408, Palazzo Pubblico, Sienne

- - Couronnement du pape

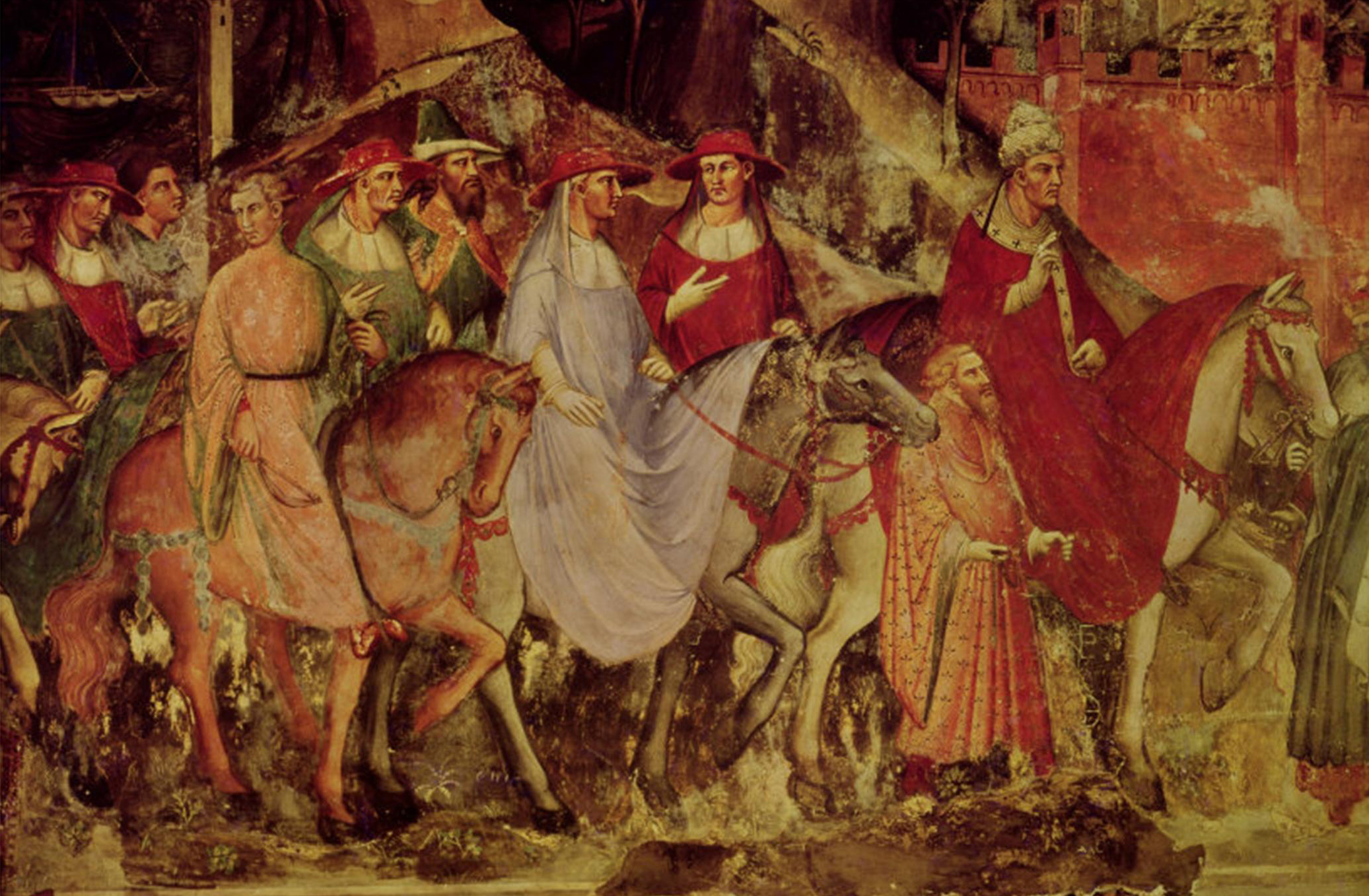
Retour triomphal du pape à Rome.

  - Désaccord avec Frédéric Barberousse
  - Évasion du pape, déguisé en moine, de Rome attaqué par Frédéric Barberousse
  - Louis VII de France reçoit les ambassadeurs de Barberousse
  - Élection de l'antipape Pascal III en présence de Barberousse et du roi de France
  - Le pape est reconnu par les pèlerins dans l'église de la Charité à Venise
  - Le pape donne l'épée au Doge Ziani de Venise
  - Bataille navale de Punta San Salvatore à Istra entre Vénitiens et Impériaux
  - Le doge remet Otto, le fils de l'empereur, prisonnier au pape
  - Otto demande pardon et négocie la paix avec le pape
  - Soumission de Barberousse au pape
  - Retour triomphal du pape à Rome
  - Canonisation de Knut le Grand et de Thomas Becket
  - Fondation Alexandrie
  - Synode du Latran
  - Prison et incendies des antipapes

## Source
- (it) Cet article est partiellement ou en totalité issu de l’article de Wikipédia en italien intitulé « Spinello Aretino » (voir la liste des auteurs).